# Société de recherche contractuelle
En français, une Société de Recherche sous Contrat peut désigner: 
- officiellement une entreprise qui effectue de la recherche pour des tiers. Ces entreprises sont rassemblées dans l'association des sociétés de recherche sous contrat ;
- par traduction de CRO, une entreprise qui fournit des services aidant à la recherche dans le milieu pharmaceutique ;

## Les Sociétés de Recherche sous Contrat
Les Sociétés de Recherche sous Contrat effectuent des recherches pour des tiers, et sont rassemblées dans l'association des sociétés de recherche sous contrat . La définition de ces sociétés, pour lesquels un label existait autrefois, répond aux critères suivants
- Entreprise ou association de droit français immatriculée au RCS

- Réalisant au moins 30% de son activité en prestations de R&D pour le compte de tiers
- Menant des travaux de R&D de ressourcement, c'est-à-dire des activités de R&D de renouvellement du capital scientifique, activités de recherche industrielle, équipements et formations spécifiques
- Ne disposant pas de financements publics récurrents de fonctionnement de la structure supérieurs à 10 %
- Des effectifs en charge de la R&D pour le compte de tiers, des activités de ressourcement technologique, et des salariés localisés majoritairement en France

Ces entreprises, une vingtaine en France en 2025, vivent souvent à l'interface entre le monde industriel et le monde scientifique, deux mondes avec lesquels elles entretiennent des liens forts. Leur activité est souvent compliquée par, d'une part, la méconnaissance par les industriels de ce qui est de la recherche et ce qui ne l'est pas, amenant parfois à confier des tâches de recherche à des entreprises qui n'en ont pas la capacité, et d'autre part, par la concurrence des laboratoires de recherche publics, qui ont été amenés à venir rechercher de plus en plus de financements des entreprises, au travers par exemple du label Carnot.

## Les Sociétés de Recherche Contractuelle dans le médical (CRO)
Une société ou organisation de recherche contractuelle ou sous contrat, souvent abrégé en CRO (issu de l'anglais « contract research organization » ou « clinical research organization »,) est une entreprise qui fournit, sur une base contractuelle (et donc généralement payante), des services dans le domaine de la recherche biomédicale au profit de l'industrie pharmaceutique ou biotechnologique ainsi que pour les organismes de recherche publics (en France, les EPST) et parapublics (fondations) qui œuvrent dans ce domaine. 
L'intervention des CRO peut se retrouver à toutes phases de recherche et développement, depuis les études précliniques, jusqu'à la commercialisation et la pharmacovigilance, en passant par la conduite d'essais cliniques ou l'assistance dans la conduite de travaux de recherche. 
En France, et selon l'Association française des CRO, les deux tiers des activités de recherche clinique sont sous-traitées à des CRO.  
Le 20 septembre 2021, le journal Le Monde publie un article sur les CRO indiquant que ces entreprises gèrent un « marché mondial ayant pour matière première le corps des sujets volontaires, ce qui pose de nombreuses questions éthiques »